# Спіно-д'Адда
Спіно-д'Адда (італ. Spino d'Adda) — муніципалітет в Італії, у регіоні Ломбардія,  провінція Кремона.
Спіно-д'Адда розташоване на відстані близько 460 км на північний захід від Рима, 26 км на схід від Мілана, 55 км на північний захід від Кремони.
Населення — 6902 особи (2014).
Щорічний фестиваль відбувається 25 липня. Покровитель — San Giacomo.

## Демографія
Населення за роками:

Станом на 1 січня 2023 року в муніципалітеті офіційно проживало 840 іноземців з 47 країн, серед них 289 громадян країн Євросоюзу та 34 громадяни України.

## Сусідні муніципалітети
- Боффалора-д'Адда
- Довера
- Мерліно
- Пандіно
- Ривольта-д'Адда
- Цело-Буон-Персіко